# Zig-zag in-line package
Zig-zag in-line package fou un tipus d'encapsulat de circuit integrat de curta vida, particularment usat en xips de memòries RAM dinàmiques. S'esperava que reemplacessin els Dual in-line package (DIP), però no va ser així. És un circuit integrat encapsulat en un tros de plàstic, amb unes mides aproximades de 3 mm x 30 mm x 10 mm. Els pins del conjunt sobresurten en dues files. Aquests pins són inserits en forats a la targeta de circuit imprès. Han estat reemplaçats pels TSOP usats en les memòries SIMM i DIMM.